# 印度尼西亞—越南關係
印度尼西亞－越南關係（印尼語：Hubungan Indonesia dengan Vietnam, 越南语： Quan hệ Indonesia – Việt Nam）是指印度尼西亞和越南之間的雙邊關係。兩國在南海上擁有一條海上國界。現代印尼和越南於1955年12月30日建立外交關係，其後又在2013年宣佈建立「戰略夥伴關係」。目前兩國均為東盟、亞太經濟合作組織、不結盟運動及東亞－拉丁美洲合作論壇成員國。

## 歷史

三佛齐曾与安南、占城维持紧密的往来

三佛齊曾與安南、占城維持緊密的往來

越南第二次北屬時期，越南即與印尼有來往。東南亞地區的葉調（今印尼爪哇島）等國，所派至東漢的使節，均經日南（即今越南）入境。
在越南第三次北屬時期（中國唐朝）時，爪哇地區的訶陵國（又稱闍婆），與中土之間有著通商和邦交的關係。到唐代宗大曆年間，有一批來自爪哇的「崑崙闍婆」盜寇，入侵今越南的安南都護府地區，在767年更攻陷安南地區州城。唐廷調度軍隊，由安南經略使張伯儀與武定都尉高正平聯手，成功擊破崑崙闍婆。其後，張伯儀修築大羅城（又稱羅城，即現時越南河內），以作防衛。此後，安南未再受其侵擾。
與此同時，於今越南中部地區建立的占城因扼守中國通往三佛齊等國的海上要道，立刻成為了海上絲綢之路的重要中轉站，占城與三佛齊亦維持着頻繁的經貿往來。
丁朝、李朝、陳朝時期，越南與包括爪哇的三佛齊在內的海外各國存在著緊密的商貿關係。據《大越史記全書》所載，在976年（丁朝太平七年）的春季，「海外諸國商舶來獻方物」。 爪哇商人曾於1066年（龍章天嗣元年）進獻夜光珠，李氏朝廷以錢萬鏹回送。其後，爪哇、路貉、暹邏等國商人於1149年（大定十年），到達大越國的東部海濱，向李廷要求居住地及通商貿易。李朝政府便在海島立莊，名「雲屯」，讓外國商人經商。1182年（貞符七年），暹羅國使節來進貢禮品。1184年（貞符九年），暹邏、三佛齊等國商人到雲屯鎮，進貢寳物及磋商經貿事宜。
1349年（紹豐九年）五月，瓜哇國遣使到陳朝致送「能言赤鸚鵡」等禮品。:424
19世紀40年代，阮朝廷曾派遣高伯适出使荷屬東印度。

## 近現代的雙邊關係
19世紀至20世紀40年代，因越南和印尼先後被法國和荷蘭佔為殖民地，因此當時的雙邊關係實際上也屬於法荷關係的一部分。
1945年8月17日，印尼宣布脫離荷蘭獨立，同年9月2日，越南亦宣布從法國獨立。但直到萬隆會議後的1955年12月30日，印尼才與北越建立正式外交關係，使印尼成為繼中華人民共和國、北韓、蒙古人民共和國後，第四個承認越南民主共和國的亞洲國家。同時，印尼亦與越南共和國維持正式的外交關係。并在南北越各自的首都西貢及河內設有總領事館。
1964年8月10日，印尼將駐河內總領事館升格為大使館。並與南越斷交。1967年，蘇哈托發動軍事政變推翻蘇卡諾。但印尼仍然維持與北越的官方關係。
1979年，中越戰爭時期，印尼政府表態要求中国从越南撤军、越南从柬埔寨撤军。
冷戰結束後，越南與印尼的關係得到改善，1995年7月28日，越南加入東南亞國家協會，並成為其第七個正式成員。極大地促進了越南與印尼的雙邊合作關係發展。

## 高層訪問
越南访印尼
- 國家主席胡志明 (1959年)
- 國家主席黎德英 (1994年)
- 國家主席陳德良 (2001年)
- 國家主席張晉創 (2013年) [13]

印尼访越南
- 總統蘇卡諾 (1959年) [14]
- 總統蘇哈托 (1990年) [14]

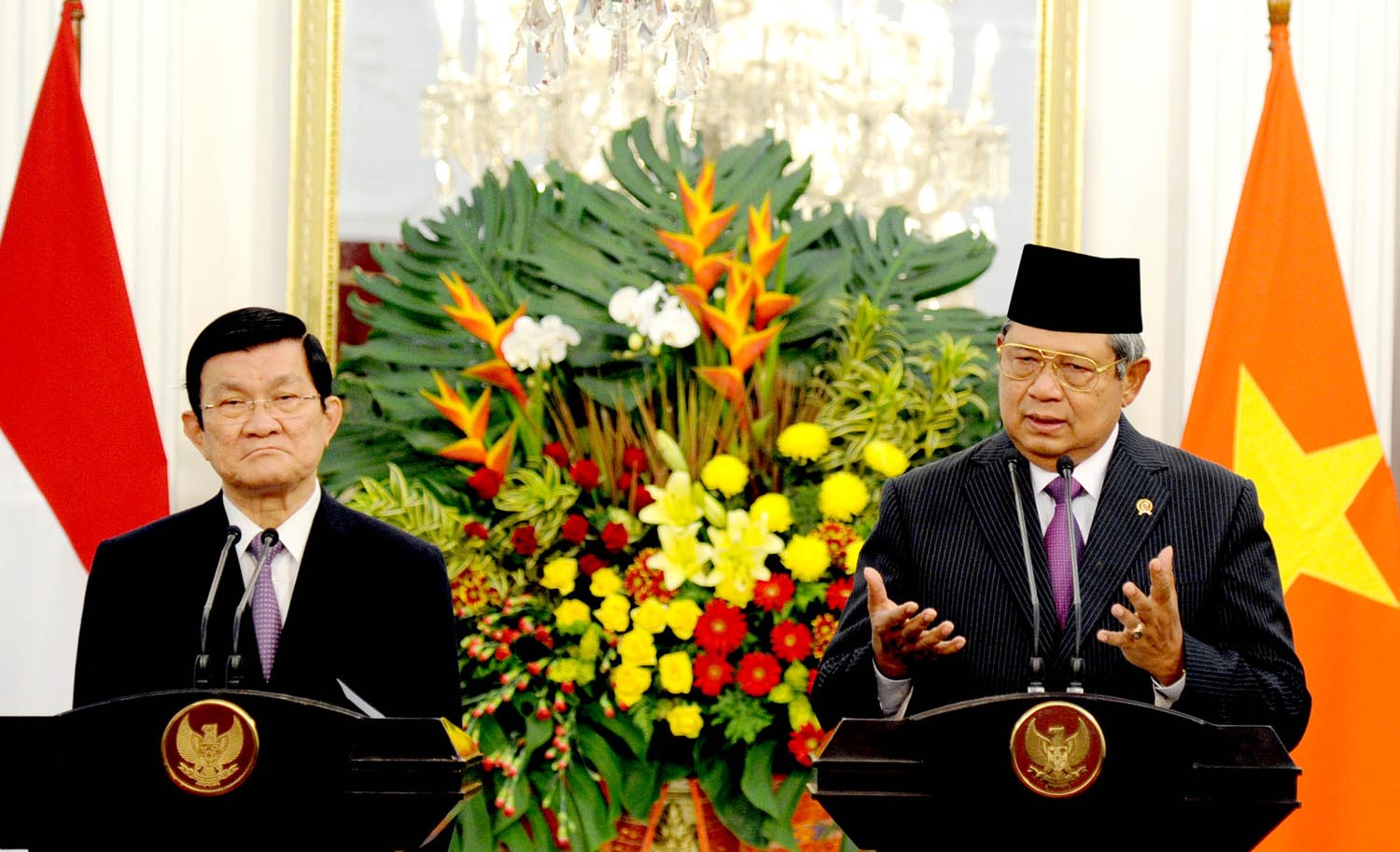
苏西洛·班邦·尤多约诺和張晉創於雅加達印尼總統府內

- 總統梅嘉娃蒂·蘇卡諾普特麗 (2001年) [15]
- 總統苏西洛·班邦·尤多约诺 (2005年)

## 外交机构
越南在雅加達設有大使館，並兼轄 和 东帝汶。
 印度尼西亞在河内設有大使館。另在胡志明市設有總領事館。

## 旅遊

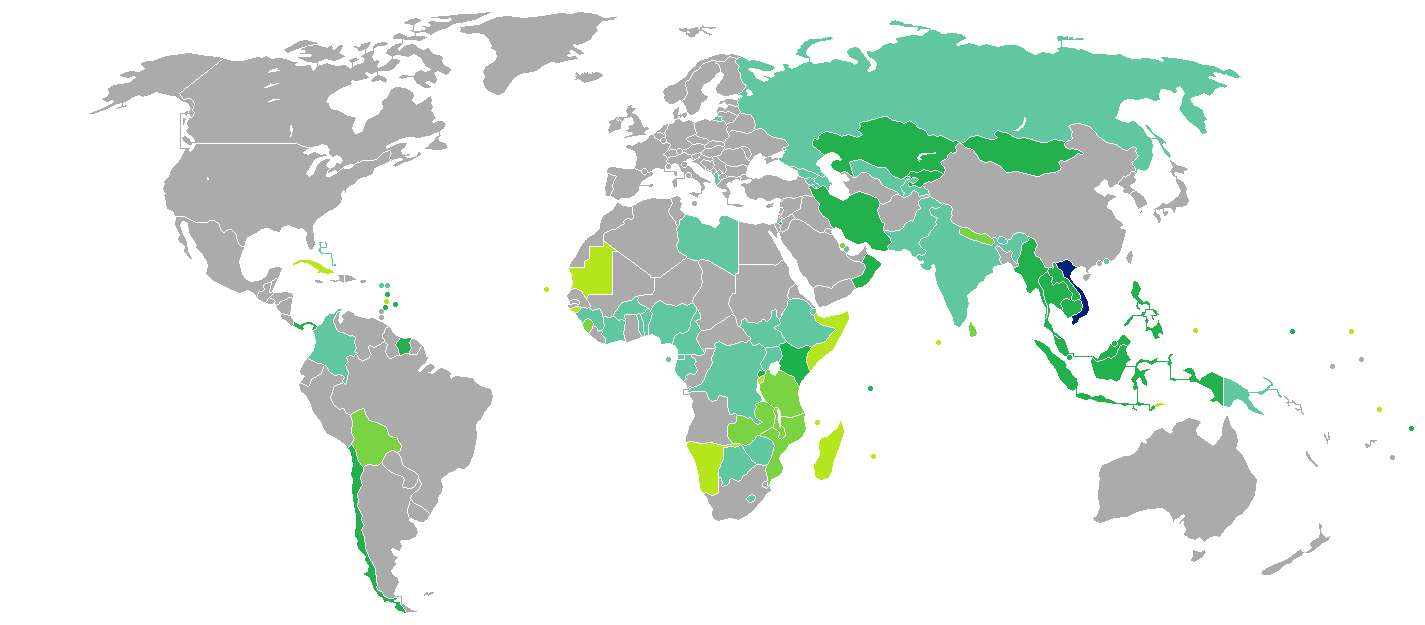
持越南護照之越南公民可以免簽證的方式入境印尼。

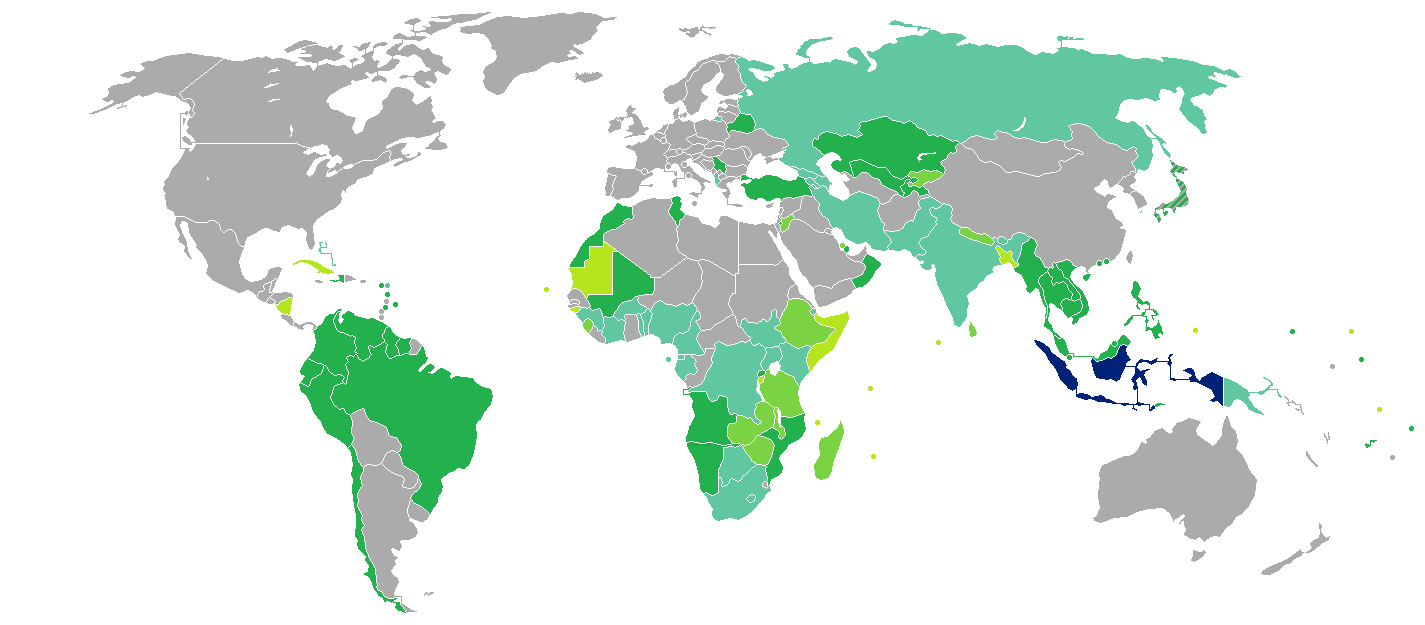
持印尼護照之印尼公民可以免簽證的方式入境越南。

持越南護照的越南公民可以免签证从印尼政府指定的124个口岸入境，停留期为30天。而持印尼護照的印尼公民亦可以免簽證入境越南停留30天。
2016年，越南赴印尼旅遊人數達50,000人次，而印尼赴越南旅遊人次達70,000人次。